# Фуџиока (Аичи)
Варош Фуџиока (јап. 藤岡町) Fujioka-chō је варош у области Нишикамо у на северу централног дела префектуре Аичи, Јапан.
1. децембар 2004. године живело је 19.239 становника, а густина насељености је била 48.9 становника по км². Укупна површина области је 65,58 km².
Током раног периода Меиџи катастарске реформе, села Томиока и Фуџикава успостављени су 1. октобра 1889. Та два села спојила су се у село Фуџиока 1. априла 1906. Село је подигнута на статус вароши 1. април 1978. 
1. априла 2005. године, Фуџиока, заједно са селом Обара (такође из области Нишикамо), градови Асуке, Асахи и Инабу, и село Шимојама (сви из области Хигашикаме), их је спојило у проширени град Тојота, и престала да постоји као независна општина.